# Jindrové
Jindrové je román českého spisovatele Karla Matěje Čapka-Choda z roku 1921. Autor použil své zkušenosti z 1. světové války. Příběh pojednává o mravní odpovědnosti válkou postiženého slepce k dítěti. Zatímco je syn Jindra ve válce, jeho otec mu svede nevěstu. Kniha se skládá ze 3 dílů, z něhož každý díl z 5. kapitol.